# Monte Arafate

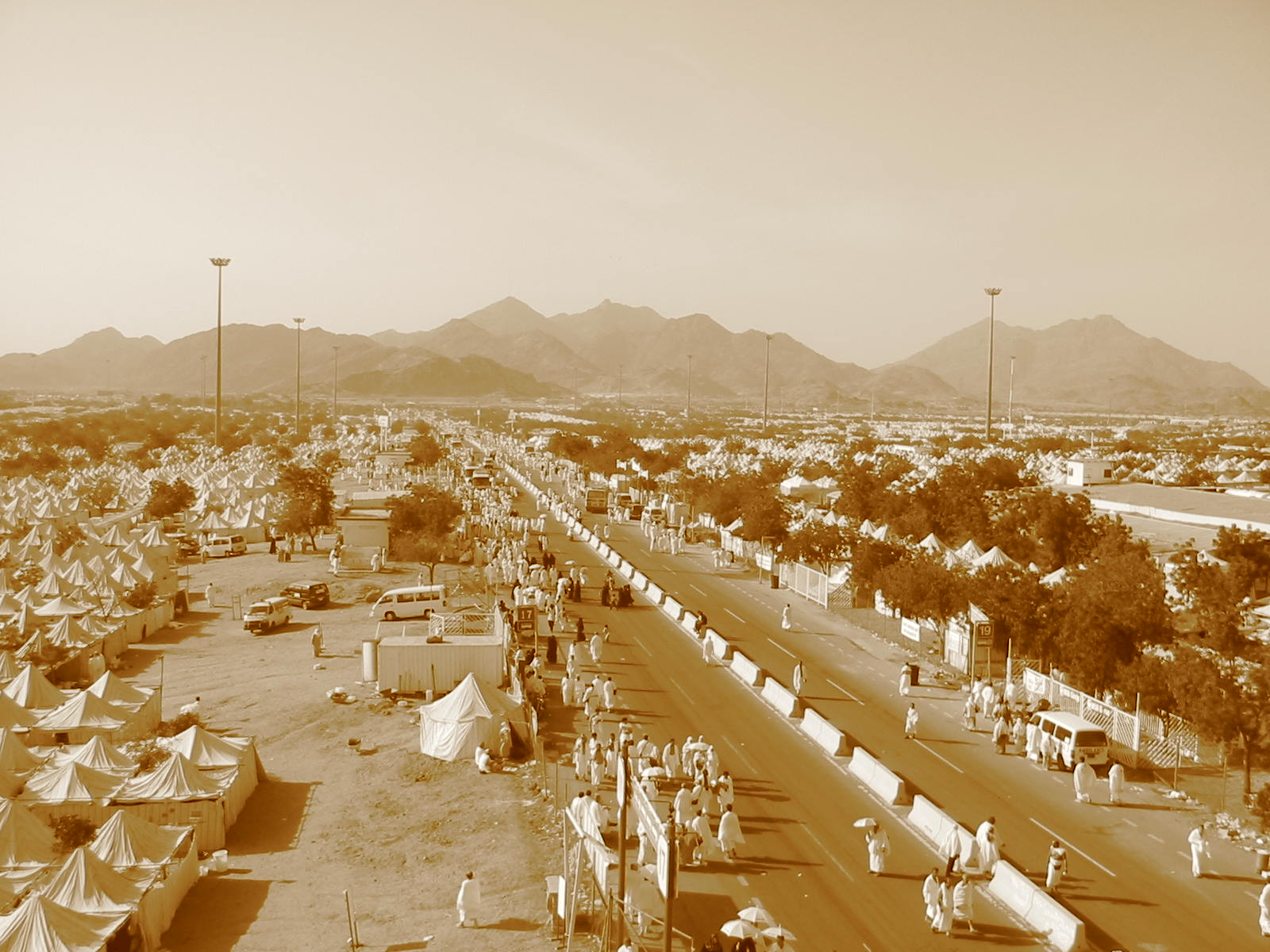
Planície de Arafate durante o Haje

O Monte Arafate (em árabe: جبل عرفات; romaniz.: Jabal 'Arafat ou Jabal ar-Rahmah; em português, "montanha da piedade" ) é uma colina de granito, com altura aproximada de 70 metros, situada a leste de Meca, onde o profeta Maomé - o último profeta do Islã - fez seu Sermão de Adeus (em árabe: خطبة الوداع, Khutbatul Wada), no nono dia do Dulrija, no ano 10 do calendário hegírico (ou 632 da Era Cristã), dirigindo-se aos muçulmanos que o acompanharam no haje, no final de sua vida. 
O setor em torno da colina chama-se planície de Arafate. O lugar tornou-se importante para o Islã e durante o haje, os peregrinos devem passar ali a tarde do nono dia de Dulrija. A ausência do peregrino na planície de Arafate nesse dia invalida a peregrinação.
Os muçulmanos acreditam que o profeta Adão e sua mulher Eva foram reunidos na colina e perdoados por Alá depois de 200 anos de separação por sua desobediência, sugerida por Satanás.